# Karine Sargsyan
Karine Sargsyan – ormiańsko-austriacka lekarka, genetyczka, menedżerka badań naukowych, specjalistka ds. biobankowania, badaczka, futurolog  i edukatorka. 
Obecnie pełni funkcję dyrektora naukowego Oncobiobank w Cedars-Sinai Medical Center w Beverly Hills, Kalifornia, USA, oraz dyrektora zarządzającego ds. międzynarodowego biobankowania i edukacji na Uniwersytecie Medycznym w Graz, Austria. Od 2016 jest także inicjatorką i zastępcą kierownika naukowego oraz wykładowcą pierwszego zgodnego z systemem bolońskim programu studiów magisterskich z biobankowania MSc Biobanking oraz, od 2019 roku, Uniwersyteckiego Kursu Sztucznej Inteligencji w Medycynie na Uniwersytecie Medycznym w Graz. Była jedną z pierwszych edukatorek szerzących wiedzę o kluczowej roli systemu zarządzania jakością i wymogach regulacyjnych w dziedzinie biobankowania, a także jest pionierką usystematyzowanej edukacji w tej dziedzinie. Wykłada w Cedars-Sinai Medical Center, na Uniwersytecie Medycznym w Graz, na studiach magisterskich Biobanks & Complex Data Management na Côte d'Azur University w Nicei, Francja, oraz w Instytucie Genetyki Medycznej na Państwowym Uniwersytecie Medycznym w Erywaniu, Armenia. Wcześniej była założycielką i dyrektorką zarządzającą Biobanku Graz na Uniwersytecie Medycznym w Graz i kierowała nim od 2007 do 2019 roku. Karine Sargsyan była dyrektorką naukową Centrum Kompetencji BioPersMed (2009-2011). Pełniła funkcję prezydentki ESBB (European, Middle Eastern & African Society for Biopreservation and Biobanking) od września 2022 do maja 2023 roku.
Pełni także rolę doradcy (ACC – ILCEC: Oncology Research Vietnam, Qatar Biobank, German Space Agency, MoHs, DDZ, BBMRI-ERIC, DLR). Większość jej pracy koncentruje się na edukacji naukowej (począwszy od dzieci w wieku przedszkolnym do osób dorosłych), a szczególnie na innowacyjnych technologiach.
Otrzymała odznaczenia „Profesora Wizytującego” i „doktora honoris causa” na swojej macierzystej uczelni, Państwowym Uniwersytecie Medycznym w Erywaniu, gdzie ukończyła studia jako pediatra i nadal wykłada na wydziale genetyki medycznej. Aktywnie działa na rzecz nauk o przyszłości, przygotowując wykłady i przemówienia TEDx. Wykładała także podczas Światowego Forum Ekonomicznego - Digital Davos Convention.

## Wybrane publikacje
- Książka: Future Intelligence: The World in 2050 - Enabling Governments, Innovators, and Businesses to Create a Better Future, Editors: Tamás Landesz, Sangeeth Varghese, Karine Sargsyan, Springer Nature, Business 2023 ISBN 978-3-031-36384-9
- Overview of Cancer Control in Armenia and Policy Implications, Bedirian K, Aghabekyan T, Mesrobian A, Shekherdimian Sh, Zohrabyan D, Safaryan L, Sargsyan L, Avagyan A, Harutyunyan L, Voskanyan A, Tadevosyan A, Melik-Nubaryan D, Khachatryan P, Saghatelyan T, Kostanyan M, Vardevanyan H, Hovhannisyan M, Sarkisian T, Sargsyan K, Babikyan D, Tananyan A, Danielyan S, Muradyan A, Tamamyan G, Bardakhchyan S; 2022, Frontiers in Oncology (11) 782581
- Książka: Biobanks in Low- and Middle-Income Countries: Relevance, Setup and Management, 1st ed. 2022, Editors: Sargsyan K, Huppertz B, Gramatiuk S, Springer Nature ISBN 978-3-030-87637-1
- Susceptibility of different mouse wild-type strains to develop diet-induced NAFLD/AFLD-associated liver disease, VHI Fengler, T Macheiner, SM Kessler, B Czepukojc, K Gemperlein, PloS one 11 (5), e0155163, 2016
- Magnetomitotransfer: An efficient way for direct mitochondria transfer into cultured human cells, T Macheiner, VHI Fengler, M Agreiter, T Eisenberg, F Madeo, D Kolb, Scientific Reports 6 (1), 35571, 2016
- Respiratory chain complex I is a mitochondrial tumor suppressor of oncocytic tumors, FA Zimmermann, JA Mayr, R Feichtinger, D Neureiter, R Lechner, Frontiers in Bioscience-Elite 3 (1), 315–325, 2011
- Adiponectin serum concentrations in men with coronary artery disease: the LUdwigshafen RIsk and Cardiovascular Health (LURIC) study, S Pilz, W Maerz, G Weihrauch, K Sargsyan, G Almer, M Nauck, BO Boehm, Clinica chimica acta 364 (1-2), 251–255, 2006